# 3121 Tamines
3121 Tamines è un asteroide della fascia principale. Scoperto nel 1981, presenta un'orbita caratterizzata da un semiasse maggiore pari a 2,2279660 UA e da un'eccentricità di 0,0853505, inclinata di 6,36179° rispetto all'eclittica.
L'asteroide è dedicato alla città belga di Sambreville.